# هیرو آکی هیراتا
هیرو آکی هیراتا (انگلیسی: Hiroaki Hirata؛ زادهٔ ۷ اوت ۱۹۶۳) یک صداپیشه اهل ژاپن است.